# Pterodectes rutilus
Pterodectes rutilus — вид саркоптиформних кліщів родини Proctophyllodidae.

## Поширення
Виявлений у Європі, Казахстані та Суринамі.

## Спосіб життя
Паразитує в пір'ї ластівки міської (Delichon urbicum), ластівки сільської (Hirundo rustica) та Atticora melanoleuca.